# چاتیر-تائو
چاتیر-تائو (روسی: Чатыр-тау) یک قله در تاتارستان کشور روسیه است.